# Kimamba A
Kimamba A è una circoscrizione urbana (urban ward) della Tanzania situata nel distretto di Kilosa, regione di Morogoro. Conta una popolazione di 6 079 abitanti (censimento 2012).